# 天満宮菜種御供
『天満宮菜種御供』（てんまんぐう なたねの ごくう）は、歌舞伎の演目。通称『時平の七笑』（しへいの しちわらい）。初代並木五瓶・中邑阿契・辰岡萬作ら合作。全九幕。安永六年四月（1777年5月）大坂小川吉太郎座初演。

## 概略
近松門左衛門作の『天神記』や竹田出雲ら作の『菅原伝授手習鑑』など人気の丸本歌舞伎を下敷きに、歌舞伎独自の設定を施した時代物の長編。特に二幕目の「道真館」が有名で、明治時代に入り福地桜痴が活歴風に改作して明治30年（1897年）11月に歌舞伎座で九代目市川團十郎が演じた型が今日に伝わる。
どうやっても非の打ち所がないような善人ぶりを見せる時平が、大詰で悪人の本性を顕わすという近代的な人物設定が魅力で、並木五瓶の代表作の一つでもある。

## あらすじ
菅丞相（かんしょうじょう）の叔母・覚寿には三つ子の娘・松月尼、紅梅姫、小桜がいる（『菅原伝授手習鑑』の松王・梅王・桜丸に対応する）。
紅梅姫は斎世親王と恋仲になるが、それが周囲に知られることになり、二人は姿を隠す騒ぎとなる。天下をねらう藤原時平（ふじわらの しへい）は、これを謀反の証しとして政敵の道真を都から追放することに成功する。それも表向きは道真の味方を装いながら、陰で策謀を巡らすという悪辣ぶり。何も知らない道真は身の不運を嘆き、すべてを時平に託して大宰府に左遷されていく。後に残った時平はニヤリと微笑み、「道真はいかい阿呆じゃなあ」と最後には高笑いを見せて、その正体を暴露する。

## みどころ
本作の大詰めでは、時平が七通りの笑いを見せながら幕が引かれるので、「終幕」をもじって「笑幕」と呼ぶこともある。史実の藤原時平（ふじわらの ときひら）は実際によく笑う人物だったようで、平安時代後期に成立した歴史物語『大鏡』には、執務中に近くで史が放った屁に思わず吹き出してしまい、笑いがとまらず仕事に手が付かなくなってしまったという逸話が載っている。またその笑いにも癖があったといい、そうした細部にわたる描写までが施された本作の人物設定は、初演時国学者に高く評価された。
時平は、初演した初代嵐雛助の存在感溢れるふてぶてしい悪人ぶりが評判となったが、明治になって九代目團十郎がより繊細で狡猾な性格をもった人物設定に改め、これが今日に伝わる型となった。昭和では二代目尾上松緑や十三代目片岡仁左衛門らが得意とし、今日では五代目片岡我當が当たり役としている。

## 初演時配役
| 配役                                   | 役者            |
| -------------------------------------- | --------------- |
| 叔母覚寿・藤原時平                     | 初代 嵐雛助     |
| 菅丞相・武部源蔵                       | 初代 尾上菊五郎 |
| 土師の兵衛・白太夫・法性坊・紀ノ長谷雄 | 初代 三桝大五郎 |
| 宿禰太郎・舎人造酒王丸                 | 初代 小川吉太郎 |
| 松月尼・戸浪・腰元十六夜               | 初代 澤村國太郎 |
| 紅梅姫・白太夫娘小磯                   | 三代目 山科甚吉 |
| 宿禰女房小桜・長谷雄女房渚             | 初代 三桝德次郎 |
| 左中弁希世                             | 坂東岩五郎      |
| 三善清貫・白太夫倅荒藤太               | 二代目 三桝他人 |
| 菅秀才                                 | 初代 尾上丑之助 |